# Nordsomaliska
Nordsomaliska (somaliska: Af-Waqooyi) är en dialekt av det somaliska språket och utgör grunden för standardsomaliska. Det talas av mer än 60% av den somaliska befolkningen. Nordsomaliska talas i Djibouti, Somaliland, Somaliska regionen Etiopien, Northern Frontier District till de flesta delar av Somalia Denna utbredda moderna distribution är ett resultat av en lång serie av sydliga befolkningsrörelser under de senaste tio århundradena från Adenbukten.